# Oscilace neutrin

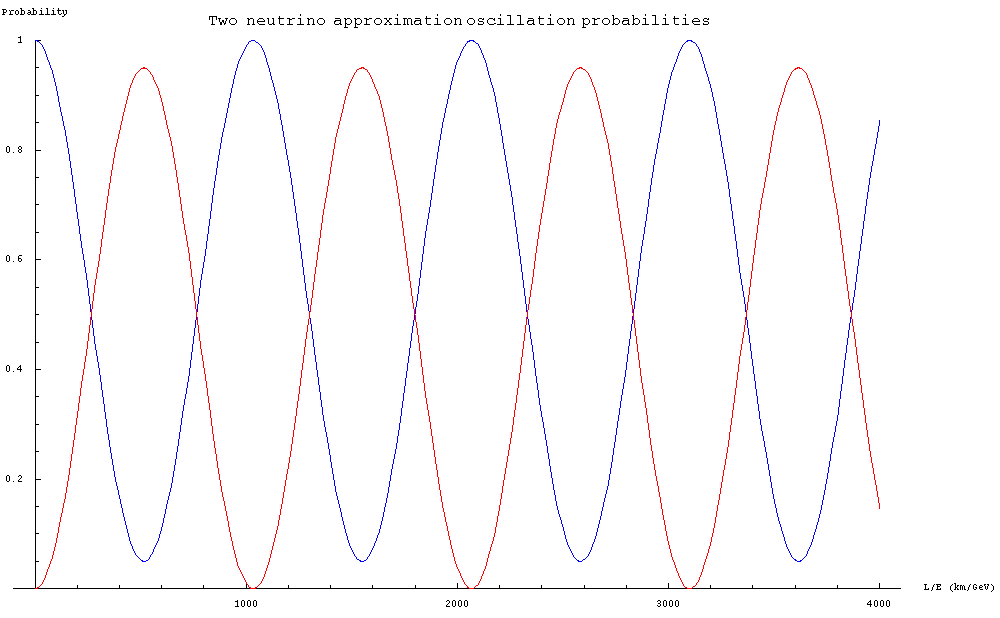
Oscilace neutrin je periodický jev ve zjednodušeném případě dvou vůní neutrin.

Oscliace neutrin je fyzikální jev, který u neutrina popisuje pravděpodobnost změny jeho vnitřního kvantového čísla vůně.
Známy jsou 3 vůně neutrin (elektronové neutrino {\displaystyle \nu _{e}}, mionové {\displaystyle \nu _{\mu }}, tauonové {\displaystyle \nu _{\tau }}). Když neutrino s jistou hodnotou vůně vznikne v jednom bodě, v jiném bodě můžeme právě toto neutrino změřit, ale s jinou hodnotou vůně, než kterou mělo na počátku. Změna vůně neutrina záleží na vzdálenosti, jakou neutrino uletí od místa svého vzniku, a také na jeho energii.
Neutrinové oscilace jsou v době psaní tohoto článku stěžejním bodem moderního pokroku ve fyzice, protože nejsou předpovězené standardním modelem částicové fyziky a mohou poskytovat nové informace o vlastnostech neutrin. Dodnes nejsou známy jejich hmotnosti nebo zda se liší od svých vlastních antičástic (zda se jedná o Majoranovy či Diracovy fermiony). Oscilace neutrin je jediný pozorovaný jev, který nezachovává celkovou vůni částic.

## Experimentální potvrzení
Oscilace neutrin byly předpovězeny jako oscilace neutrino-antineutrino již v 50. letech v analogii s oscilací kaonů. Po objevu mionového neutrina pak byly předpovězeny dnes pozorované oscilace mezi jednotlivými vůněmi neutrin. Za rok 2015 byla udělena Nobelova cena právě za experimentální potvrzení oscilací neutrin na projektech Super-Kamiokande a Sudbury Neutrino Observatory.
Většina neutrinových experimentů potvrzujících existenci oscilací je zaměřena hlavně na změření deficitu neutrin dané vůně proti očekávanému množství (tzv. mizející experiment). Neutrina jedné vůně mohou pomocí nabitých proudů (skrze W bosony) interagovat pouze s fermiony stejné vůně (elektron s elektronovým neutrinem {\displaystyle \vert \nu _{e}\rangle }, mion s mionovým neutrinem {\displaystyle \vert \nu _{\mu }\rangle }, atd.). Skrze neutrální proudy (přes Z bosony) mohou neutrina interagovat bez ohledu na svou vůni. Pro experiment prokazující přítomnost nadbytku mionových či tauonových neutrin tak v reálně proveditelných experimentech je třeba detekovat interakce přes neutrální proudy. V hmotě v detektoru je množství nestabilních mionů a tauonů proti elektronům vždy zanedbatelné a potřebujeme tak, aby mionová či tauonová neutrina interagovala právě s elektrony.

## Matematický popis

Oscilace elektronových neutrin. Závislost pravděpodobnosti naměření vůně neutrina v závislosti na vzdálenosti. Černě je značena pravděpodobnost pro, modře pro a červeně pro.

Oscilace mionových neutrin

Oscilace tauonových neutrin

Oscilace elektronových neutrin na delší prostorové škále. Zde jsou viditelné i dominantní oscilace mezi elektronovým a mionovým stavem.

Pro popis obecných oscilací mezi třemi vůněmi neutrin stačí znát 6 parametrů: 2 rozdíly jejich hmot, 3 tzv. směšovací úhly {\displaystyle \theta } a jednu komplexní fázi {\displaystyle \delta }.
Pozorování neutrinových oscilací znamená, že vlastní interakční stavy neutrin ({\displaystyle \vert \nu _{f}\rangle } {\displaystyle f=e,\mu ,\tau }), které se podílejí na slabé interakci nejsou vlastními hmotovými stavy (značené {\displaystyle \vert \nu _{i}\rangle } {\displaystyle i=1,2,3}). Představa je taková, že neutrino vzniklé při reakci je superpozicí hmotnostních stavů a nemá tak ostře definovanou hmotu. Stejně tak jednotlivé hmotnostní stavy {\displaystyle \vert \nu _{i}\rangle } zase nemají ostře definovanou hodnotu vůně.
Pokud v reakci vznikne neutrino, jedná se o jeden z interakčních stavů. Ten se pak při volném letu šíří jako superpozice hmotnostních stavů, které mají všechny rozdílné hmoty. Při jisté kinetické energii mají hmotnostní stavy neutrina různé vlnové délky a během letu tak dochází k interferenci mezi nimi. Vlivem interference hmotových stavů {\displaystyle \vert \nu _{i}\rangle } se mění pravděpodobnosti, s jakými změříme interakční stavy neutrina {\displaystyle \vert \nu _{f}\rangle }. Tento jev nazýváme oscilace, protože v jistém smyslu se pravděpodobnosti mění periodicky.
Hmotnostní i interakční stavy jsou superpozice (neboli lineární kombinace) jeden druhého.
{\displaystyle \vert \nu _{i}\rangle =\sum \limits _{f}\vert \nu _{f}\rangle \langle \nu _{f}\vert \nu _{i}\rangle =\sum \limits _{f}U_{fi}\vert \nu _{f}\rangle }
{\displaystyle \vert \nu _{f}\rangle =\sum \limits _{i}\vert \nu _{i}\rangle \langle \nu _{i}\vert \nu _{f}\rangle =\sum \limits _{i}U_{fi}^{*}\vert \nu _{i}\rangle }
Zde byly zadefinovány koeficienty jako prvky matice {\displaystyle U_{fi}:=\langle \nu _{f}\vert \nu _{i}\rangle }. {\displaystyle U} nazýváme PMNS matice.
{\displaystyle \langle \nu _{f}\vert \nu _{i}\rangle =\langle {\bar {\nu }}_{f}\vert {\bar {\nu }}_{i}\rangle =\langle {\bar {\nu }}_{i}\vert {\bar {\nu }}_{f}\rangle ^{*}}
Podobné vztahy tedy platí i pro antineutrina {\displaystyle \vert {\bar {\nu }}_{f,i}\rangle }.
{\displaystyle \vert {\bar {\nu }}_{i}\rangle =\sum \limits _{f}U_{fi}^{*}\vert {\bar {\nu }}_{f}\rangle }
{\displaystyle \vert {\bar {\nu }}_{f}\rangle =\sum \limits _{i}U_{fi}\vert {\bar {\nu }}_{i}\rangle }
Kvůli zachování celkové pravděpodobnosti je třeba, aby {\displaystyle U} byla unitární. Pro volné neutrino popsané pomocí rovinné vlny můžeme explicitně napsat jeho vývoj v čase.
{\displaystyle \vert \nu _{i}({\vec {r}},t)\rangle =e^{-(i)/(\hbar c)P_{i}\cdot (ct,r)}\vert \nu _{i}\rangle =e^{-(i)/(\hbar c)(ctE_{i}-{\vec {p}}\cdot {\vec {r}})}\vert \nu _{i}\rangle =e^{-i\phi ({\vec {r}},t)}\vert \nu _{i}\rangle }
Díky předchozímu vztahu můžeme explicitně napsat i časový vývoj pro interakční stav {\displaystyle \vert \nu _{f}\rangle }.
{\displaystyle \vert \nu _{f}({\vec {r}},t)\rangle =\sum \limits _{i}e^{-i\phi ({\vec {r}},t)}U_{fi}^{*}\vert \nu _{i}\rangle }
Amplitudu pravděpodobnosti přechodu spočteme standardním způsobem pomocí skalárního součinu počátečního a koncového stavu neutrina.
{\displaystyle A_{\nu _{f}\to \nu _{g}}=\langle \nu _{g}\vert \nu _{f}({\vec {r}},t)\rangle =\sum \limits _{i}e^{-i\phi ({\vec {r}},t)}U_{ji}^{*}\langle \nu _{g}\vert \nu _{i}\rangle =\sum \limits _{i}e^{-i\phi ({\vec {r}},t)}U_{ji}^{*}U_{gi}}
Pravděpodobnost pak z amplitudy spočteme standardně jako druhou mocninu její velikosti {\displaystyle P=\vert A\vert ^{2}}. Z předchozích vztahů platí, že pravděpodobnost přechodu u neutrin je stejná jako u antineutrin s prohozeným pořadím počátečního a koncového stavu vůně ({\displaystyle \nu _{f},\nu _{g}\to {\bar {\nu _{g}}},{\bar {\nu }}_{f}}).
{\displaystyle P_{\nu _{f}\to \nu _{g}}=P_{{\bar {\nu }}_{g}\to {\bar {\nu }}_{f}}.}
PNMS matice (matice {\displaystyle U}) je plně popsána čtyřmi reálnými parametry: 3 mixační úhly {\displaystyle \theta _{12},\theta _{13},\theta _{23}} a komplexní fáze {\displaystyle \delta }. Pokud by neutrina byla Majoranovské fermiony, pro úplný popis matice {\displaystyle U} by byly potřeba ještě další 2 čísla - 2 relativní fáze {\displaystyle \alpha _{1},\alpha _{2}} mezi jednotlivými hmotnostními stavy neutrin. Tyto dvě fáze ale nejsou v oscilacích experimentálně pozorovatelné.
Pro zkrácení zápisu zaveďme {\displaystyle s_{ij}=\sin(\theta _{ij}),c_{ij}=\cos(\theta _{ij})}. Matici {\displaystyle U} můžeme rozepsat jako násobek tří matic, které jednotlivě popisují oscilaci v jedné z dvojic stavů (+ jedna matice pro popis fází). Díky požadavku unitárnosti každé z matic je jejich tvar podobný jako u matice rotace ve 3D.
{\displaystyle U={\begin{pmatrix}1&0&0\\0&c_{23}&s_{23}\\0&-s_{23}&c_{23}\end{pmatrix}}{\begin{pmatrix}c_{13}&0&s_{13}e^{-i\delta }\\0&1&0\\-s_{13}e^{+i\delta }&0&c_{23}\end{pmatrix}}{\begin{pmatrix}c_{12}&s_{12}&0\\-s_{12}&c_{12}&0\\0&0&1\end{pmatrix}}{\begin{pmatrix}e^{i\alpha _{1}/2}&0&0\\0&e^{i\alpha _{2}/2}&0\\0&0&1\end{pmatrix}}}
{\displaystyle ~~~~={\begin{pmatrix}c_{12}c_{13}&s_{12}c_{13}&s_{13}e^{-i\delta }\\-s_{12}c_{23}-c_{12}s_{23}s_{13}e^{+i\delta }&+c_{12}c_{23}-s_{12}s_{23}s_{13}e^{+i\delta }&s_{23}c_{13}\\+s_{12}s_{23}-c_{12}c_{23}s_{13}e^{+i\delta }&-c_{12}s_{23}-s_{12}c_{23}s_{13}e^{+i\delta }&c_{23}c_{13}\end{pmatrix}}{\begin{pmatrix}e^{i\alpha _{1}/2}&0&0\\0&e^{i\alpha _{2}/2}&0\\0&0&1\end{pmatrix}}}
Oscilace neutrin jsou nezávislé na relativních fázích {\displaystyle \alpha _{1},\alpha _{2}} a z hlediska měření nehrají v oscilacích žádnou fyzikálně relevantní roli, můžeme je proto zanedbat {\displaystyle \alpha _{1}=0,\alpha _{2}=0}. Když položíme {\displaystyle s_{13}=0,c_{13}={\sqrt {1-(s_{13})^{2}}}=1}, z rovnosti
{\displaystyle {\begin{pmatrix}\nu _{e}\\\nu _{\mu }\\\nu _{\tau }\end{pmatrix}}=U^{*}{\begin{pmatrix}\nu _{1}\\\nu _{2}\\\nu _{3}\end{pmatrix}}=U{\begin{pmatrix}\nu _{1}\\\nu _{2}\\\nu _{3}\end{pmatrix}}={\begin{pmatrix}c_{12}&s_{12}&0\\-s_{12}c_{23}&+c_{12}c_{23}&s_{23}\\+s_{12}s_{23}&-c_{12}s_{23}&c_{23}\end{pmatrix}}{\begin{pmatrix}\nu _{1}\\\nu _{2}\\\nu _{3}\end{pmatrix}}}
dostáváme, že stav elektronového neutrina můžeme přibližně popsat jako superpozici pouze dvou hmotnostních stavů
{\displaystyle \vert \nu _{e}\rangle =c_{12}\vert \nu _{1}\rangle +s_{12}\vert \nu _{2}\rangle }.
Tato aproximace funguje poměrně dobře, protože v realitě je {\displaystyle s_{13}=\sin(\theta _{13})} malé číslo.
| parametr                                                  | střední hodnota s odchylkou {\displaystyle 1\sigma } ({\displaystyle 3\sigma })                                             |
| --------------------------------------------------------- | --- |
| {\displaystyle \theta _{12}}                              | {\displaystyle 34,4\pm 1,0\left(^{+3,2}_{-2,9}\right)^{\circ }}                                                             |
| {\displaystyle \theta _{13}}                              | {\displaystyle 5,6_{-2,7}^{+3,0}\left(^{+12,5}_{-12,5}\right)^{\circ }}                                                     |
| {\displaystyle \theta _{23}}                              | {\displaystyle 42,8_{-2,9}^{+4,7}\left(^{+10,7}_{-7,3}\right)^{\circ }}                                                     |
| {\displaystyle \Delta m_{21}^{2}}                         | {\displaystyle 7,59\pm 0,20\left(^{+0,61}_{-0,69}\right)10^{-5}eV^{2}}                                                      |
| {\displaystyle \Delta m_{31}^{2}\simeq \Delta m_{32}^{2}} | {\displaystyle \left\{{\begin{aligned}&-2,36\pm 0,11(\pm 0,37)\\&+2,46\pm 0,12(\pm 0,37)\end{aligned}}\right.10^{-3}eV^{2}} |
| {\displaystyle \delta }                                   | ? |

Díky malé hodnotě mixačního úhlu {\displaystyle \theta _{13}} je míšení mezi stavy {\displaystyle \vert \nu _{1}\rangle } a {\displaystyle \vert \nu _{3}\rangle } zanedbatelné a vývoj elektronového neutrina {\displaystyle \vert \nu _{e}\rangle }, jež je kombinací hmotových stavů {\displaystyle \vert \nu _{1}\rangle } a {\displaystyle \vert \nu _{2}\rangle } můžeme v aproximaci popsat jako oscilaci pouze této dvojice stavů mezi sebou. Omezení se pouze na 2 stavy umožní používat PMNS matici o rozměru {\displaystyle 2\times 2}. Nyní tedy spočteme přesné řešení pro oscilaci mezi dvěma neutriny {\displaystyle \nu _{e}} a {\displaystyle \nu _{\mu }}. I tato matice {\displaystyle 2\times 2} musí být unitární a tudíž nabývá stejného tvaru jako matice rotace.
{\displaystyle U=U^{*}={\begin{pmatrix}\cos(\theta )&\sin(\theta )\\-\sin(\theta )&\cos(\theta )\end{pmatrix}}}
Systém dvou interakčních stavů neutrin je tak popsatelný pomocí jediného mixačního úhlu {\displaystyle \theta =\theta _{12}}. Za předpokladu, že neutrina se pohybují téměř rychlostí světla ({\displaystyle x\approx ct\implies \partial _{t}\approx c\partial _{x}}) napíšeme pro stavy časovou Schrödingerovu rovnici.
{\displaystyle i\hbar c\partial _{x}{\begin{pmatrix}\nu _{e}(x)\\\nu _{\mu }(x)\end{pmatrix}}\approx i\hbar \partial _{t}{\begin{pmatrix}\nu _{e}(x)\\\nu _{\mu }(x)\end{pmatrix}}={\hat {H}}{\begin{pmatrix}\nu _{e}(x)\\\nu _{\mu }(x)\end{pmatrix}}=U{\begin{pmatrix}E_{1}&0\\0&E_{2}\end{pmatrix}}U^{+}{\begin{pmatrix}\nu _{e}(x)\\\nu _{\mu }(x)\end{pmatrix}}=}
{\displaystyle ={\begin{pmatrix}\cos(\theta )&\sin(\theta )\\-\sin(\theta )&\cos(\theta )\end{pmatrix}}{\begin{pmatrix}E_{1}&0\\0&E_{2}\end{pmatrix}}{\begin{pmatrix}\cos(\theta )&-\sin(\theta )\\\sin(\theta )&\cos(\theta )\end{pmatrix}}{\begin{pmatrix}\nu _{e}(x)\\\nu _{\mu }(x)\end{pmatrix}}}
Pro zjednodušené vyjádření energií ještě jednou použijeme v aproximaci nízkou hmotu neutrin a napíšeme pomocí taylorova rozvoje výraz pro energii.
{\displaystyle E_{i}={\sqrt {m_{i}^{2}+p^{2}}}\approx p+{\frac {m_{i}^{2}}{2p}}\approx p+{\frac {m_{i}^{2}}{2E}}}
Pro zjednodušení si zavedeme veličinu {\displaystyle \Delta m_{ij}^{2}=m_{i}^{2}-m_{j}^{2}=-\Delta m_{ji}^{2}}. Matice v předchozím vztahu roznásobíme a použijeme trigonometrické identity pro dvojnásobný úhel a dostáváme
{\displaystyle i\hbar c\partial _{x}{\begin{pmatrix}\nu _{e}(x)\\\nu _{\mu }(x)\end{pmatrix}}={\frac {-\Delta m_{12}^{2}}{4E}}{\begin{pmatrix}-\cos(2\theta )&\sin(2\theta )\\\sin(2\theta )&\cos(2\theta )\end{pmatrix}}{\begin{pmatrix}\nu _{e}(x)\\\nu _{\mu }(x)\end{pmatrix}}}.
Řešením této diferenciální rovnice jsou kýžené pravděpodobnosti přechodu v závislosti na vzdálenosti x.
{\displaystyle P_{e\to e}(x)=1-\sin ^{2}(2\theta )\sin ^{2}\left({\frac {\Delta m_{12}^{2}x}{4\hbar cE}}\right)}
{\displaystyle P_{\mu \to \mu }(x)=1-P_{\nu _{e}\to \nu _{e}}(L)=\sin ^{2}(2\theta )\sin ^{2}\left({\frac {\Delta m_{12}^{2}x}{4\hbar cE}}\right)}
Amplituda oscilací mezi hmotnostními stavy je úměrná {\displaystyle \sin ^{2}(2\theta )}, kde {\displaystyle \theta =\theta _{12}} je směšovací úhel mezi stavy {\displaystyle \vert \nu _{1}\rangle } a {\displaystyle \vert \nu _{2}\rangle }. Prostorová frekvence oscilací je úměrná kvadrátu rozdílu hmotností stavů {\displaystyle \Delta m_{21}^{2}}.
Díky tomu, že rozdíl hmotností {\displaystyle \Delta m_{21}^{2}} je proti {\displaystyle \Delta m_{31}^{2}} tak malý, oscilace mezi elektronovým a mionovým neutrinem se odehrávají s asi 30krát delší periodou a díky velikosti směšovacího úhlu {\displaystyle \theta =\theta _{12}} mají zároveň velkou amplitudu (tyto oscilace jsou viditelné zejména na čtvrtém obrázku, který je vykreslen pro větší délky).
Pokud bychom nezanedbali směšování s třetím hmotnostním stavem, výsledné rovnice pro {\displaystyle \vert \nu _{f}\rangle } by byly podstatně delší.
{\displaystyle P_{\nu _{e}\to \nu _{e}}=1-\sin ^{2}(2\theta _{13})\left(\cos ^{2}(\theta _{12})\sin ^{2}\left({\frac {\Delta m_{31}^{2}x}{4\hbar cE}}\right)+\sin ^{2}(\theta _{12})\sin ^{2}\left({\frac {\Delta m_{32}^{2}x}{4\hbar cE}}\right)\right)-\cos ^{4}(\theta _{13})\sin ^{2}(2\theta _{12})\sin ^{2}\left({\frac {\Delta m_{21}^{2}x}{4\hbar cE}}\right)}
Směšovací úhly mohou být ovlivněny hmotou, kterou neutrino prochází. Oscilace elektronového neutrina jsou silně potlačeny například průchodem skrz hmotu slunce, což způsobuje měřitelné rozdíly v zastoupení u slunečních neutrin.

## Důsledky
Oscilace neutrin poskytují velmi přesnou metodu pro změření velikostí rozdílů jejich hmot. Díky tomuto jevu je známo, že alespoň 2 interakční neutrinové stavy mají nenulové hmoty.
Pořadí velikostí hmot neutrin je stále neznámé, ale změřené velikosti rozdílů hmotností omezují možná pořadí pouze na 2 možnosti ({\displaystyle \nu _{1}} nejlehčí a {\displaystyle \nu _{3}} nejtěžší nebo naopak).
Případné zjištění nenulové fáze {\displaystyle \delta } v PMNS matici by přímo dokazovalo narušení CP symetrie.